# Caxias (Portugal)
Caxias est une freguesia de la municipalité d'Oeiras, dans le district de Lisbonne, au Portugal. En 2001, la population comptait 8694 habitants pour une superficie de 3,41 km². Caxias a reçu en 1997 le statut de Vila (nl).
Une station de chemin de fer, sur la Linha de Cascais (nl), est établie à Caxias.